# Права ЛГБТ в Республике Корея
Лесбиянки, геи, бисексуалы и трансгендерные люди (ЛГБТ) в Республике Корея сталкиваются с правовыми проблемами и дискриминацией, с которыми не сталкиваются люди, не относящиеся к ЛГБТ. Хотя однополые сексуальные отношения мужчин и женщин в Южной Корее легальны, брак или другие формы законного партнерства недоступны для однополых партнеров.
Гомосексуальность в Южной Корее не упоминается ни в Конституции Республики Корея, ни в Гражданском уголовном кодексе.
Статья 31 Закона о Национальной комиссии по правам человека гласит, что «ни один человек не должен подвергаться дискриминации на основании его или ее сексуальной ориентации». Однако статья 92 Военно-уголовного кодекса, которая в настоящее время оспаривается в суде, выделяет сексуальные отношения между представителями одного пола как «сексуальное домогательство», что карается максимум одним годом лишения свободы. В 2010 году военный суд постановил, что этот закон не действителен, и заявил, что гомосексуальность является сугубо личным вопросом. Однако это решение было обжаловано в Конституционном суде Республики Корея, который в 2011 году подтвердил конституционность закона.
Трансгендерным людям разрешено делать гендерно-аффирмативные операции в Южной Корее после 20 лет, и они могут изменить информацию о своем поле в официальных документах. Харису - первая трансгендерная артистка Южной Кореи, в 2002 году она стала вторым человеком в Южной Корее, легально сменившим пол.
Корейские геи и лесбиянки по-прежнему сталкиваются с трудностями дома и на работе, и многие предпочитают не раскрывать свою сексуальную ориентацию семье, друзьям или коллегам.
В августе 2017 года Верховный суд обязал правительство разрешить фонду «За радугой» (корейский: 비온뒤무지개재단), который был создан для защиты прав ЛГБТ, зарегистрироваться в качестве благотворительной организации в Министерстве юстиции. Без официальной регистрации фонд не мог получать пожертвования, подлежащие налогообложению, и работать в полном соответствии с законом. В 2014 году правительство Южной Кореи проголосовало «за» резолюцию ООН, направленную на борьбу с дискриминацией ЛГБТ.

## История
Согласно встречаемой информации, гомосексуальность никогда не была запрещена в Южной Корее.
Хотя в корейской литературе и традиционных исторических источниках очень мало упоминаний о гомосексуальности, известно, что некоторые представители знати и буддийские монахи либо признавались в своем влечении к представителям того же пола, либо активно вступали с ними в связь.
Во времена династии Силла известно про несколько знатных мужчин и женщин, которые отличались гомосексуальным поведением и выражали свою любовь к человеку того же пола. Среди них - правитель Хёгон. Кроме того, хвараны (хангыль: 화랑; ханджа: 花郞), также известные как «Цветущие рыцари» или «Цветущие мальчики», были элитной группой мужчин-воинов Силла, известных своим гомоэротизмом и женственностью. В «Самгук юса», сборнике корейских легенд, народных сказок и исторических рассказов, содержатся стихи, раскрывающие гомосексуальную природу хваранов.
Во времена династии Корё король Мокчон (980-1009 гг.) и король Конмин (1325-1374 гг.), по некоторым данным, держали при своих дворах несколько вончжунов («мужчин-любовников») в качестве чхаджеви («младших братьев»), которые служили сексуальными партнерами. После смерти своей жены король Конмин даже пошел на создание министерства, единственной целью которого был поиск и вербовка молодых людей со всей страны для службы при его дворе. Другие короли, включая короля Чхунсона, имели долгосрочные отношения с мужчинами. Тех, кто состоял в однополых отношениях, называли yongyang jichong, перевод которого вызывает споры, но обычно считается, что это означает «дракон и солнце».
Известно, что в эпоху Чосон несколько дворян и дворянок имели однополые сексуальные отношения, в том числе королевская благородная супруга Сун-бин Бон, которая была второй супругой Мунджона Чосонского и невесткой короля Седжона, которая была изгнана после того, как выяснилось, что она спала с одной из своих служанок. В этот период существовали странствующие театральные труппы, известные как намсандан, в состав которых входили несовершеннолетние юноши, называемые мидон («красивые мальчики»). Труппы представляли «различные виды развлечений, включая музыку оркестра, песни, танцы в масках, цирк и кукольные спектакли», иногда с графическим изображением однополых отношений. Намсандан разделялись на две группы: «буч» и «королевы».
Распространение неоконфуцианства в Южной Корее сформировало систему морали, образ жизни и социальные отношения корейского общества. Неоконфуцианство подчеркивает строгое подчинение общественному порядку и семейной ячейке, под которой подразумевались муж и жена. Гомосексуальность и однополые отношения рассматривались как нарушение этой системы и поэтому воспринимались как «девиантные» или «аморальные». С 1910-х годов неоконфуцианство утратило значительное влияние, хотя и сегодня конфуцианские идеи и практика в значительной степени определяют южнокорейскую культуру и общество.
Гомосексуальность официально перестала рассматриваться как что-то «вредное и непристойное» в 2003 году.

## Признание однополых отношений
Однополые браки и гражданские союзы юридически не признаются в Южной Корее. В октябре 2019 года правительство Южной Кореи объявило, что будет признавать однополых супругов иностранных дипломатов, но не будет признавать однополых супругов южнокорейских дипломатов, которые служат за границей.
В октябре 2014 года некоторые члены Демократической партии внесли в Национальное собрание законопроект о признании однополых партнерств. Однако законопроект так и не был вынесен на голосование.
В июле 2015 года актер Ким Чжо Гван Су и его партнер Ким Сын Хван подали иск с требованием признать их брак юридически действительным. Иск был отклонен Западным окружным судом Сеула в мае 2016 года и апелляционным судом в декабре 2016 года. Впоследствии пара объявила, что обратится в Верховный суд.
В январе 2021 года Министерство гендерного равенства и семьи Сеула объявило, что предложит внести изменения в гражданское законодательство и правила социального обеспечения, чтобы родители-одиночки и не состоящие в браке сожители могли стать законными семьями. Однако сотрудник министерства заявил, что реформа будет распространяться только на гетеросексуальные пары. «Не было ни обсуждения, ни даже рассмотрения вопроса об однополых парах», - написал в электронном письме чиновник, не имеющий права общаться со СМИ и попросивший об анонимности.

## Защита от дискриминации
Закон о Национальной комиссии по правам человека (корейский: 국가인권위원회법), принятый в 2001 году, учредил Национальную комиссию по правам человека Кореи (НКПЧК). Согласно южнокорейскому законодательству, НКПЧК является независимой комиссией по защите, отстаиванию и поощрению прав человека. Закон о Национальной комиссии по правам человека прямо включает сексуальную ориентацию в качестве антидискриминационного признака. При обнаружении дискриминационных действий Национальная комиссия по правам человека Кореи может проводить расследования таких действий и рекомендовать меры помощи, дисциплинарные меры или сообщать о таких действиях властям.
Антидискриминационный закон Южной Кореи, однако, не запрещает дискриминацию по признакам сексуальной ориентации и гендерной идентичности. На протяжении многих лет неоднократно предлагались и отменялись антидискриминационные законы. В 2007 году Министерство юстиции представило антидискриминационный законопроект, но возникло движение оппозиции, в результате чего законопроект был отклонен. В 2013 году был представлен законопроект о включении в антидискриминационный закон сексуальной ориентации, религии и политической идеологии. Он встретил яростное сопротивление со стороны консервативных групп. Во время 17-го Национального собрания законопроект о борьбе с дискриминацией был спонсирован покойным политиком Но Хвечханом. Другой законопроект был поддержан бывшим законодателем Квон Ён Гилем во время 18-го Национального собрания. Оба законопроекта были сняты с рассмотрения до проведения дебатов. Во время 19-го Национального собрания депутаты Ким Хан Гиль и Чхве Вон Сик выступили авторами законопроектов, но после возражений отозвали их. В 2019 году Национальное собрание не смогло провести дебаты по всеобъемлющему антидискриминационному законодательству. Возражения против антидискриминационных законопроектов исходят в основном от консервативных протестантов. Во время 20-го Национального собрания депутат Ким Тхэ Хим (от партии Свободная Корея) представил законопроект, который исключил бы категорию сексуальной ориентации из Закона о Национальной комиссии по правам человека. В 2019 году политик Ан Сан Су представил еще один законопроект об отмене защиты сексуальной ориентации в Законе о Национальной комиссии по правам человека и ограничении юридического признания пола только биологическим полом. Законопроект был поддержан 40 из 300 депутатов Национального собрания, вызвав критику и протесты со стороны защитников ЛГБТ и Amnesty International.
По состоянию на 2019 год Партия справедливости планировала подготовить всеобъемлющий антидискриминационный законопроект. Опрос 2014 года показал, что 85% южнокорейцев считают, что геи должны быть защищены от дискриминации. Согласно более недавнему опросу, проведенному в 2017 году Gallup Korea, 90% южнокорейцев заявили, что поддерживают равные возможности трудоустройства для ЛГБТ.
23 декабря 2020 года в специальном докладе, выпущенном Национальной комиссией по правам человека, президент Мун Чжэ Ин подчеркнул необходимость принятия законодательства о равенстве. Признавая, что существует определенная оппозиция принятию антидискриминационного закона, Мун сказал, что он ожидает, что Национальное собрание будет активно обсуждать такое законодательство в ближайшем будущем. Комитет ООН по ликвидации дискриминации в отношении женщин, Комитет по экономическим, социальным и культурным правам, Комитет по правам ребенка, Комитет по ликвидации расовой дискриминации и Комитет по правам человека рекомендовали принять антидискриминационное законодательство. Будучи кандидатом в президенты в 2012 году, Мун назвал всеобъемлющий антидискриминационный закон одним из 10 главных приоритетов своей политики в области прав человека. После вступления в должность в 2017 году Мун неохотно принимает такое законодательство на фоне оппозиции со стороны правящей Демократической партии Кореи.

### Защита на уровне провинций
В настоящее время 15 местных органов власти в Южной Корее приняли антидискриминационную политику и положения (не законы), включающие сексуальную ориентацию. В их число входят пять подразделений первого уровня: провинция Кёнсан-Намдо, Сеул, провинция Чеджу, провинция Чхунчхон-Намдо и провинция Чхунчхон-Пукто.
В марте 2010 года в провинции Кёнсан-Намдо была принята антидискриминационная политика. Политика гласит, что «граждане не должны подвергаться дискриминации без достаточных оснований по признакам пола, религии, инвалидности, возраста, социального статуса, региона происхождения, штата, этнического происхождения, физического состояния, такого как внешность, история болезни, семейное положение, политические взгляды и сексуальная ориентация».
В сентябре 2012 года Сеул принял региональную политику, направленную на борьбу с дискриминацией по признакам, упомянутым в Законе о Национальной комиссии по правам человека. Принятие этой политики встретило яростное и ожесточенное сопротивление со стороны консервативных групп.
Аналогично, провинция Чеджу и провинция Чхунчхон-Пукто в октябре 2015 года приняли аналогичную политику, запрещающую дискриминацию по признакам, упомянутым в Законе о Национальной комиссии по правам человека. Провинция Чхунчхон-Намдо последовала этому примеру в октябре 2018 года.
Несколько юрисдикций второго уровня также приняли антидискриминационные положения, охватывающие сексуальную ориентацию. К ним относятся:
- Район Йондже, Пусан (ноябрь 2010);
- Район Суён, Пусан (декабрь 2010);
- Район Пукку, Ульсан (январь 2011);
- Район Намку, Пусан (май 2011);
- Район Пукку, Пусан (март 2012);
- Район Чунку, Ульсан (апрель 2013);
- Район Тонку, Тэджон (апрель 2015);
- Район Хэундэ, Пусан (июль 2015);
- Район Ынпхён, Сеул (октябрь 2015);
- Округ Хвасун, Чолла-Намдо (декабрь 2017).

### Постановления о борьбе с издевательствами над учащимися
В октябре 2010 года провинция Кёнгидо запретила издевательства над учащимися на основании их сексуальной ориентации. Кванджу последовал этому примеру в октябре 2011 года, а Сеул - в январе 2012 года. Постановление Сеула о защите детей и молодежи также включает гендерную идентичность, тем самым защищая учащихся-трансгендеров от дискриминации. В январе 2013 года провинция Чолла-Намдо приняла постановление о запрете издевательств над «сексуальными меньшинствами».
В провинции Кёнсан-Намдо, а также в городах Инчхон и Пусан все активнее ведутся дебаты и дискуссии о принятии аналогичного закона.

### Другие антидискриминационные положения
Кроме того, существуют и другие символические меры защиты сексуальных меньшинств. Полицейским и сотрудникам береговой охраны запрещено разглашать ориентацию ЛГБТ-персон против их собственной воли.
В ноябре 2017 года город Кодже принял постановление, запрещающее вещательным агентствам распространять информацию, поощряющую дискриминацию сексуальных меньшинств. Уезд Хончхон и город Каннын последовали этому примеру в ноябре и декабре 2018 года соответственно.

### Конституционные права
Конституция Южной Кореи запрещает дискриминацию по признаку пола, религии и социального положения. По данным Министерства юстиции, термин «социальный статус» включает ЛГБТ. Однако для жертв дискриминации ЛГБТ не предусмотрено никаких средств правовой защиты, и эти «меры защиты» не применяются.

### Льготы по медицинскому страхованию
В январе 2022 года южнокорейской однополой паре было отказано в выплате пособий по медицинскому страхованию судом низшей инстанции - по причине того, что супруг «не является представителем противоположного пола». Постановление может быть обжаловано в вышестоящих судах.

## Военная служба
Военная служба является обязательной для всех граждан мужского пола в Южной Корее. Военнослужащие призываются в армию через Военно-кадровое управление, которое при призыве проводит «психологический тест», включающий несколько вопросов о сексуальных предпочтениях призывника. Гомосексуальные военнослужащие, находящиеся на действительной службе, классифицируются как имеющие «расстройство личности» или «поведенческие отклонения» и могут быть либо помещены в стационар, либо уволены с позором. Военно-уголовный кодекс не делает различия между преступлениями по согласию и без согласия и называет половой акт по согласию между взрослыми гомосексуалами «взаимным изнасилованием».
В 2010 году военный суд постановил, что этот закон является неконституционным, заявив, что гомосексуальность - это сугубо личный вопрос. Однако это решение было обжаловано в Конституционном суде Южной Кореи, который в 2011 году подтвердил конституционность закона.
В 2017 году Amnesty International обвинила военных в «охоте на ведьм» с целью разоблачения и наказания геев, предъявив 32 военнослужащим уголовные обвинения в «содомии или другом позорном поведении», в том числе приговорив солдата-гея к шести месяцам тюремного заключения за секс по обоюдному согласию с другим солдатом-геем в укромном месте.
В январе 2020 года старший сержант Бён Хуэй-су была уволена из армии за свой трансгендерный статус и проведенную операцию по смене пола.

## Права трансгендеров
Верховный суд Южной Кореи постановил, что для того, чтобы человек имел право на операцию по смене пола, он должен быть старше 20 лет, холост и не иметь детей. В случае операции по смене пола с мужского на женский, человек должен доказать, что вопросы, связанные с призывом, решены, либо отслужив, либо получив освобождение от службы. Однако 22 июня 2006 года Верховный суд постановил, что трансгендеры, успешно перенесшие операцию по смене пола, имеют право указывать свой новый пол во всех юридических документах. Это включает право требовать исправления их пола во всех общественных и государственных документах, таких как регистр переписи населения.
В марте 2013 года Западный окружной суд Сеула постановил, что пять трансгендеров женского пола могут быть зарегистрированы как мужчины без проведения операции по изменению пола. 16 февраля 2017 года окружной суд Чонджу постановил, что трансгендер мужского пола может быть зарегистрирован как женщина без проведения операции.
В марте 2021 года первый в Южной Корее трансгендерный солдат по фамилии Бён, которая была принудительно уволена после операции по изменению пола, была найдена мертвой. Министерство обороны классифицировало потерю ею мужских гениталий как умственный или физический недостаток, и в начале 2020 года военная коллегия вынесла решение о ее принудительном увольнении.
По некоторым данным, численность трансгендерного населения страны составляет около 1 000-1 200 человек.

## Конверсионная терапия
Согласно опросу 2016 года, 16,1% ЛГБТ-людям, сообщивших о своей ориентации, было рекомендовано пройти конверсионную терапию. Из них 65,4% сказали, что это пагубно повлияло на их жизнь, а 94% испытали психологическую травму.

## Донорство крови
Южная Корея запрещает сдавать кровь людям, имевшим половые контакты в течение последнего года. Эти правила в равной степени относятся ко всем людям, независимо от их сексуальной ориентации или гендерной идентичности.

## Условия жизни
Корейское слово, обозначающее «гомосексуалист», - донгсеонгаёджа (рус. «однополый любовник»). Менее политкорректный термин - донгсеонгёнаеджа. Однако южнокорейские гомосексуалы часто используют термин ибанин, который можно перевести как «человек другого типа», и обычно сокращается до ибан. Это слово является прямой игрой слова илбан-ин, означающего «нормальный человек» или «обычный человек». Кроме того, в Южной Корее для обозначения ЛГБТ используются английские заимствованные слова. Эти слова являются простыми транслитерациями английских слов на хангыль: лесбиянка - lejeubieon или yeoseongae, гей - gei или namseongae, квир - kuieo, трансгендер - teuraenseujendeo, бисекуал - yangseongaeja.
Гомосексуальность остается достаточно табуированной в южнокорейском обществе. Это отсутствие видимости также отражается в том, что немногочисленные гей-клубы в Южной Корее не привлекают к себе внимания. Их несколько в мегаполисах, в основном в иностранном секторе Итхэвон (особенно в районе, известном как «Гомо-хилл»). Однако известно, что Чонно обслуживает незападную клиентуру и имеет различные магазины, кафе и НПО, ориентированные на геев. Недавнее исследование 2017 года показало рост сообщества «гей-стиля жизни» в популярном районе Сеула Чонно, где ЛГБТ чувствуют себя в безопасности в полугетеронормативных местах. Хотя в исследовании рассматривалось только известное кафе, знаменитый «Гей-Бин», в районе Чонно есть много других мест, которые становятся все более гостеприимными для ЛГБТ.
В последние годы сочетание табу, потребительского капитализма и джентрификации района Итхэвон под руководством геев (так называемый «эффект гейтрификации») вытеснило новую гей-коммерцию за пределы Итхэвона, изолировав при этом оставшиеся места.
Молодые ЛГБТ в Южной Корее часто сталкиваются с издевательствами и дискриминацией. Студенты, опрошенные организацией Human Rights Watch, рассказали о том, что их отвергают и подвергают остракизму, что они становятся мишенью в Интернете или подвергаются физическому преследованию. Одна лесбиянка сообщила, что. как только о ее сексуальной ориентации стало известно в ее средней школе, ее стали преследовать и критиковать, говоря: «Ты гомосексуалистка, ты грязная». 22-летний гей вспомнил, что одноклассники в средней школе использовали слово «гей» как оскорбление, обращаясь к мальчикам, которых считали геями. 17-летняя девушка вспомнила, как одноклассники говорили, что гомосексуалы должны умереть. Школьники также становились мишенью, если их видели слишком тесно или близко общающимися с однополыми сверстниками.
Оппозиция правам ЛГБТ исходит в основном от христианских секторов страны (особенно протестантов). В последние годы, отчасти из-за растущей поддержки гомосексуализма и однополых отношений со стороны южнокорейского общества в целом, консервативные группы организовали публичные мероприятия и марши против прав ЛГБТ, а также контрпротесты против парадов гордости, обычно с плакатами, призывающими ЛГБТ «покаяться в своих грехах». В этих маршах приняли участие тысячи людей и различные политики.

### СМИ
Первый в Южной Корее журнал на гей-тематику, Buddy, вышел в 1998 году. В этот же год вышли несколько популярных рекламных роликов на гей-тематику.
В 1998 году органы кинообзора сняли запрет на изображение гомосексуального поведения в фильмах.
Южнокорейский фильм 2005 года «Король и шут» — фильм на гей-тематику, основанный на придворной интриге между королем и его шутом-мужчиной. Фильм стал самым кассовым в том году, обогнав «Сильмидо» и «38-я параллель». Корейское название фильма «Король и шут» — 왕의 남자, что переводится как «Человек короля» и подразумевает, что этот человек является любовником короля. Среди других недавних фильмов — фильм 2008 года «Ледяной цветок» и «Без сожаления» знаменитого режиссера Лисон Хи-иль, вышедший на Пусанском международном кинофестивале 2006 года.
В основных корейских телевизионных шоу стали появляться персонажи и темы, связанные с геями. В 2010 году на телеканале SBS состоялась премьера мыльной оперы «Жизнь прекрасна», которая стала первой драмой, выходящей в прайм-тайм и посвященной отношениям пары геев, когда их невольные родственники назначают им свидания с женщинами. В том же году на MBC вышел сериал «Личный вкус», в котором речь шла о натурале, который притворяется геем, чтобы стать соседом женщины. До этого был сериал «Coming Out», дебютировавший на кабельном канале tvN поздно вечером в 2008 году, в котором актер-гей и актриса-натуралка советовали геям публично признать свою сексуальную ориентацию.
К числу открытых ЛГБТ-персон относятся модель и актриса Харису, трансгендерная женщина, которая часто появляется на телевидении. Актер Хон Сок Чхон, после того как в 2000 году совершил каминг-аут и был уволен с работы, с тех пор вернулся к актерской карьере. Он участвовал в нескольких дебатах в поддержку прав геев.
Популярный актер Ким Джи Ху, который был открытым геем, совершил самоубийство 8 октября 2008 года. Полиция объяснила его самоубийство предубеждением общества против гомосексуальности.
«Дочери Билитис», специальный драматический сериал канала KBS о жизни женщин-лесбиянок, вышел в эфир 7 августа 2011 года. Сразу же после выхода в эфир форумы заполнились возмущенными протестующими, которые угрожали бойкотировать телеканал. В итоге съемочная группа закрыла онлайн-сервис через четыре дня после трансляции.
XY She, кабельное ток-шоу KBS Joy о трансгендерных людях мужского и женского пола, было практически отменено после первого эпизода из-за противодействия общественности. В качестве официальной причины отмены телеканал назвал опасения по поводу нападений на трансгендеров и других участников шоу.
В 2013 году кинорежиссер Ким Чжо Кван Су и его партнер Ким Сын Хван стали первой южнокорейской гей-парой, которая публично сыграла свадьбу, хотя это не был юридически признанный брак.
В 2016 году христианская вещательная компания была наказана Корейской комиссией по стандартам связи за трансляцию анти-ЛГБТ интервью в радиопрограмме, в котором интервьюируемый утверждал, что в случае принятия «антидискриминационного закона для ЛГБТ», «педофилия, скотоложство и т. д. будут легализованы» и что Южная Корея «будет поражена ужасными болезнями, такими как СПИД».
В марте 2016 года дебютировала к-поп группа Mercury с участницей Чхве Хан-бит, трансгендерной моделью, актрисой, а теперь и певицей. В январе 2018 года певец Холланд стал первым открытым гей-айдолом к-попа в Южной Корее, выпустив свою песню «Neverland».
В 2017 году вышел фильм «Метод». В фильме рассказывается о гей-отношениях между актером и айдолом. В 2020 году начался показ телесериала «Класс Итхэвон». В сериале ярко выражен трансгендерный персонаж второго плана, которого играет актриса Ли Чжу Ён, а также эпизодическое появление Хон Сок Чхона.
В мае 2020 года многие СМИ связали группу случаев заболевания COVID-19 с гей-баром в Сеуле.

### Парады гордости
Сеульский фестиваль квир-культуры, также известный как «Корейский фестиваль квир-культуры» или просто «Сеульский прайд», является крупнейшим ЛГБТ-мероприятием в стране. Впервые он был проведен в 2000 году, когда в нем приняли участие всего 50 человек, и с тех пор явка растет с каждым годом. В 2015 году, после протестов консервативных христианских групп, столичная полиция Сеула запретила проведение мероприятия, сославшись на соображения общественной безопасности и нарушение дорожного движения. Это решение было отменено Административным судом Сеула, что позволило провести парад, в котором приняли участие около 20 000 человек. В 2016 году в нем приняли участие 50 000 человек. В июле 2017 года около 85 000 человек (по данным организаторов) прошли по улицам Сеула в поддержку прав ЛГБТ. Перед мероприятием 2018 года около 220 000 человек подписали онлайн-петицию с требованием к властям принять меры для предотвращения проведения фестиваля. Однако «Сеульский прайд 2018» состоялся, и в нем приняли участие около 120 000 человек. В июле 2019 года консервативные христианские группы вновь попытались заблокировать фестиваль, утверждая, что он «будет вреден для детей и ущемит их права». Суд отклонил их заявление как бессмысленное. Днями позже состоялся 20-й выпуск фестиваля, в котором приняли участие около 150 000 человек.
Тэгу проводит ежегодные прайды с 2009 года, а Пусан провел свой первый прайд 23 сентября 2017 года. В 2018 году во время второго гей-прайда в Пусане было задействовано около 2000 сотрудников полиции, чтобы не допустить насилия и защитить 15 000 участников мероприятия от агрессивных антигейских протестов. Кванджу и Чеджу также провели свои первые ЛГБТ-мероприятия в 2017 году. В Кванджу это был контрпротест против анти-ЛГБТ-митинга. На следующий год город организовал свое первое официальное мероприятие по случаю прайда. Другие города, включая Инчхон и Чонджу, провели свои первые прайды в 2018 году. Власти Инчхона сначала отказали в разрешении на проведение ЛГБТ-мероприятия, сославшись на отсутствие парковки. Организаторы подали апелляцию и поклялись провести марш независимо от этого. Мероприятие состоялось и закончилось насилием после того, как около 1 000 христианских протестующих начали жестоко нападать на участников. В апреле 2019 года организаторы гей-прайда в Инчхоне выдвинули обвинения против нескольких христианских пасторов, которые жестоко сорвали мероприятие. Они также подали жалобы в национальный орган по правам человека Южной Кореи, обвинив полицию в бездействии.
В мае 2018 года состоялся первый в Южной Корее драг-парад, в котором приняли участие десятки людей, в столице Сеуле.
В 2020 году три города отказались от проведения Фестиваля квир-культуры из-за COVID-19. Новый медиа-стартап «Dotface» провел квир-парад в интернете. Люди принимали участие, создавая свои аватары на домашней странице dotface и загружая их в Instagram с хэштегом #우리는없던길도만들지 #온라인퀴퍼 (в переводе с англ. — «онлайн-парад гомосексуалов»).